# حادثه مه ۲۰۱۹ دریای عمان
حادثه مه ۲۰۱۹ دریای عمان به خراب‌شدن چهار کشتی در بندر فجیره در دریای عمان اشاره دارد.